# Xian de Lijin
Le xian de Lijin (利津县 ; pinyin : Lìjīn Xiàn) est un district administratif de la province du Shandong en Chine. Il est placé sous la juridiction de la ville-préfecture de Dongying.

## Démographie
La population du district était de 289 593 habitants en 1999.